# Campeonato Paulista de Futebol Feminino de 2020
O Campeonato Paulista de Futebol Feminino de 2020 foi a 28.ª edição deste campeonato de futebol feminino organizado pela Federação Paulista de Futebol (FPF), o torneio teve início em 17 de outubro e terminou em 20 de dezembro.
O Corinthians foi o campeão da edição conquistando seu segundo título do Campeonato Paulista de Futebol Feminino, o troféu veio após o time empatar com a Ferroviária por 5–0, que foi realizado em Araraquara.

## Regulamento
O Campeonato Paulista de Futebol Feminino de 2020 foi realizado em quatro fases distintas:
- Na primeira fase, as doze equipes foram divididas em 2 grupos de 6 equipes que se enfrentarão em turno único entre si, sendo que as quarto melhores de cada grupo avançaram para às quartas de final.
- Na segunda fase, os duelos se tornaram eliminatórios até a decisão, sendo disputados em ida e volta.

### Critérios de desempate
O desempate entre duas ou mais equipes na primeira fase seguiu a ordem definida abaixo:
1. Número de vitórias
2. Saldo de gols
3. Gols marcados
4. Menor número de cartões vermelhos recebidos
5. Menor número de cartões amarelos recebidos
6. Sorteio

## Participantes
| Equipe              | Cidade                |
| ------------------- | --------------------- |
| Corinthians         | São Paulo             |
| Ferroviária         | Araraquara            |
| Juventus-SP         | São Paulo             |
| Nacional-SP         | São Paulo             |
| Palmeiras           | São Paulo             |
| Realidade Jovem     | São José do Rio Preto |
| Red Bull Bragantino | Bragança Paulista     |
| Santos              | Santos                |
| São José-SP         | São José dos Campos   |
| São Paulo           | São Paulo             |
| Taubaté             | Taubaté               |
| Taboão da Serra     | Taboão da Serra       |

## Fase Final
- Em itálico os clubes que possuem o mando de jogo na partida de ida. Em negrito os classificados dos confrontos.

|  | Quartas de final        | Quartas de final        | Quartas de final        | Quartas de final        |   |                     | Semifinais              | Semifinais              | Semifinais              | Semifinais              |  |             | Final                   | Final                   | Final                   | Final                   |  |  |
|  | 18 nov a 25 nov de 2020 | 18 nov a 25 nov de 2020 | 18 nov a 25 nov de 2020 | 18 nov a 25 nov de 2020 |   |                     | 02 dez a 09 dez de 2020 | 02 dez a 09 dez de 2020 | 02 dez a 09 dez de 2020 | 02 dez a 09 dez de 2020 |  |             | 13 dez e 20 dez de 2020 | 13 dez e 20 dez de 2020 | 13 dez e 20 dez de 2020 | 13 dez e 20 dez de 2020 |  |  |
|  |                         |                         |                         |                         |   |                     |                         |                         |                         |                         |  |             |                         |                         |                         |                         |  |  |
|  | Corinthians             | 5                       | 0                       | 5                       |   |                     |                         |                         |                         |                         |  |             |                         |                         |                         |                         |  |  |
|  | Santos                  | 2                       | 2                       | 4                       |   |                     |                         |                         |                         |                         |  |             |                         |                         |                         |                         |  |  |
|  | Santos                  | 2                       | 2                       | 4                       |   | Corinthians         | 1                       | 2                       | 3                       |                         |  |             |                         |                         |                         |                         |  |  |
|  |                         |                         |                         |                         |   | Corinthians         | 1                       | 2                       | 3                       |                         |  |             |                         |                         |                         |                         |  |  |
|  |                         | Palmeiras               | 0                       | 2                       | 2 |                     |                         |                         |                         |                         |  |             |                         |                         |                         |                         |  |  |
|  | Palmeiras               | Palmeiras               | 0                       | 2                       | 2 | 2                   | 1                       | 3                       |                         |                         |  |             |                         |                         |                         |                         |  |  |
|  | Palmeiras               |                         |                         |                         |   | 2                   | 1                       | 3                       |                         |                         |  |             |                         |                         |                         |                         |  |  |
|  | São José-SP             | 0                       | 0                       | 0                       |   |                     |                         |                         |                         |                         |  |             |                         |                         |                         |                         |  |  |
|  | São José-SP             | 0                       | 0                       | 0                       |   |                     |                         |                         |                         |                         |  | Corinthians | 3                       | 5                       | 8                       |                         |  |  |
|  |                         |                         |                         |                         |   |                     |                         |                         |                         |                         |  | Corinthians | 3                       | 5                       | 8                       |                         |  |  |
|  |                         | Ferroviária             | 1                       | 0                       | 1 |                     |                         |                         |                         |                         |  |             |                         |                         |                         |                         |  |  |
|  | São Paulo               | Ferroviária             | 1                       | 0                       | 1 | 0                   | 1                       | 1                       |                         |                         |  |             |                         |                         |                         |                         |  |  |
|  | São Paulo               |                         |                         |                         |   | 0                   | 1                       | 1                       |                         |                         |  |             |                         |                         |                         |                         |  |  |
|  | Red Bull Bragantino     | 1                       | 1                       | 2                       |   |                     |                         |                         |                         |                         |  |             |                         |                         |                         |                         |  |  |
|  | Red Bull Bragantino     | 1                       | 1                       | 2                       |   | Red Bull Bragantino | 0                       | 0                       | 0                       |                         |  |             |                         |                         |                         |                         |  |  |
|  |                         |                         |                         |                         |   | Red Bull Bragantino | 0                       | 0                       | 0                       |                         |  |             |                         |                         |                         |                         |  |  |
|  |                         | Ferroviária             | 0                       | 4                       | 4 |                     |                         |                         |                         |                         |  |             |                         |                         |                         |                         |  |  |
|  | Ferroviária             | Ferroviária             | 0                       | 4                       | 4 | 4                   | 1                       | 5                       |                         |                         |  |             |                         |                         |                         |                         |  |  |
|  | Ferroviária             |                         |                         |                         |   | 4                   | 1                       | 5                       |                         |                         |  |             |                         |                         |                         |                         |  |  |
|  | Taubaté                 | 1                       | 0                       | 1                       |   |                     |                         |                         |                         |                         |  |             |                         |                         |                         |                         |  |  |

### Quartas de Final
| 18 de novembro de 2020 | Red Bull Bragantino | 1-0    | São Paulo | CFA Red Bull, Jarinu             |
| 15:00                  | Andressa 49'        | Súmula |           | Árbitro: SP Jeferson Silvestrini |

| 26 de novembro de 2020 | São Paulo   | 1-1    | Red Bull Bragantino | CFA Laudo Natel, Cotia              |
| 19:00                  | Giovana 12' | Súmula | Rosani 55' (pen.)   | Árbitro: SP Alester Clauli da Costa |

Red Bull Bragantino venceu por 2-1 no agregado.
| 19 de novembro de 2020 | São José-SP | 0-2    | Palmeiras    | Martins Pereira, São José dos Campos |
| 17:00                  |             | Súmula | Ari 01', 57' | Árbitro: SP Paulo Cesar Francisco    |

| 28 de novembro de 2020 | Palmeiras | 1-0    | São José-SP | Nelo Bracalente, Vinhedo    |
| 11:00                  | Ari 72'   | Súmula |             | Árbitro: SP Matheus Delgado |

Palmeiras venceu por 3-0 no agregado.
| 19 de novembro de 2020 | Santos                                      | 2-5    | Corinthians                                                                | Vila Belmiro, Santos                    |
| 19:00                  | Cristiane 67' (pen.) · Amanda Gutierres 71' | Súmula | Gabi Nunes 26' (falta), 42' · Victoria 29' (pen.) · Grazi 58' · Carina 88' | Árbitro: SP Fabiano Monteiro dos Santos |

| 27 de novembro de 2020 | Corinthians | 0-2    | Santos                               | Parque São Jorge, São Paulo |
| 19:00                  |             | Súmula | Amanda Gutierres 47' · Cristiane 49' | Árbitro: SP Jefferson Dutra |

Corinthians venceu por 5-4 no agregado.
| 22 de novembro de 2020 | Taubaté      | 1-4    | Ferroviária                                                     | Ninho da Garça, Guaratinguetá     |
| 11:00                  | Leidiane 84' | Súmula | Aline 35' (pen.) · Rafaela 45+2' (falta) · Ana 48' · Amanda 51' | Árbitro: SP Gustavo Holanda Souza |

| 26 de novembro de 2020 | Ferroviária | 1-0    | Taubaté | Adhemar de Barros, Araraquara |
| 17:00                  | Amanda 54'  | Súmula |         | Árbitro: SP Adeli Mara        |

Ferroviária venceu por 5-1 no agregado.

### Semifinal
| 02 de dezembro de 2020 | Palmeiras | 0-1    | Corinthians    | Nelo Bracalente, Vinhedo |
| 15:00                  |           | Súmula | Gabi Nunes 64' | Árbitro: SP Adeli Mara   |

| 10 de dezembro de 2020 | Corinthians                      | 2-2    | Palmeiras             | Arena Barueri, Barueri                |
| 16:00                  | Gabi Zanotti 56' · Crivelari 59' | Súmula | Janaina 43' · Ari 65' | Árbitro: SP Thiago Lourenço de Mattos |

Corinthians venceu por 3-2 no agregado.
| 03 de dezembro de 2020 | Red Bull Bragantino | 0-0    | Ferroviária | CFA Red Bull, Jarinu                   |
| 15:00                  |                     | Súmula |             | Árbitro: SP Pietro Dimitrof Stefanelli |

| 06 de dezembro de 2020 | Ferroviária | 4-0    | Red Bull Bragantino                   | Adhemar de Barros, Araraquara       |
| 11:00                  |             | Súmula | Sochor 31' · Chu 70', 84' · Aline 81' | Árbitro: SP Kleber Canto dos Santos |

Ferroviária venceu por 4-0 no agregado.

### Final
| 13 de dezembro de 2020 | Corinthians                            | 3-1    | Ferroviária | Arena Barueri, Barueri                  |
| 11:00                  | Victoria 85' (pen.), 90+1' · Diany 87' | Súmula | Chu 43'     | Árbitro: SP Fabiano Monteiro dos Santos |

| 20 de dezembro de 2020 | Ferroviária | 0-5    | Corinthians                                                     | Adhemar de Barros, Araraquara   |
| 11:00                  |             | Súmula | Crivelari 12' · Erika 21' · Tamires 21' · Diany 40' · Grazi 76' | Árbitro: SP Adeli Mara Monteiro |

## Premiação
| Campeão do Campeonato Paulista de Futebol Feminino de 2020 |
| ---------------------------------------------------------- |
| Corinthians Campeão (2° título)                            |

## Copa Paulista Feminina
O campeonato será disputado pelos clubes que foram eliminados nas quartas de final do Campeonato Paulista Feminino. O campeonato é todo em mata mata. Os quatro clubes foram divididos em duas chaves com dois clubes cada, onde o de melhor campanha na Classificação Geral do Campeonato Paulista Feminino enfrenta o de pior campanha e o de segundo melhor campanha enfrenta o de terceira melhor campanha.

### Semifinal
| 03 de dezembro de 2020 | Santos                                            | 3-1    | São José-SP | Vila Belmiro, Santos                   |
| 18:00                  | Amanda Gutierres 49', 57' · Cristiane 62' (falta) | Súmula | Tipa 83'    | Árbitro: SP Guilherme Nunes de Santana |

| 07 de dezembro de 2020 | São José-SP                                        | 3-4    | Santos                                                  | Martins Pereira, São José dos Campos     |
| 18:00                  | Tipa 40' (pen.), 70' · Mylena Carioca 90+1' (pen.) | Súmula | Amanda Gutierres 15', 51' · Fe Palermo 34' · Ketlen 55' | Árbitro: SP Ricardo Bittencourt da Silva |

Santos venceu por 7-4 no agregado.
| 04 de dezembro de 2020 | Taubaté | 0-2    | São Paulo                    | Ninho da Garça, Guaratinguetá       |
| 15:00                  |         | Súmula | Giovana 19' · Giovaninha 83' | Árbitro: SP Renan Carvalho de Faria |

| 08 de dezembro de 2020 | São Paulo                         | 3-0    | Taubaté | CFA Laudo Natel, Cotia           |
| 18:00                  | Jaque 11' · Bruna 32' · Ana 45+1' | Súmula |         | Árbitro: SP Jeferson Silvestrini |

São Paulo venceu por 5-0 no agregado.

### Final
| 13 de dezembro de 2020 | Santos                            | 2-0    | São Paulo | Vila Belmiro, Santos             |
| 16:00                  | Nicole 04' · Amanda Gutierres 48' | Súmula |           | Árbitro: SP Jeferson Silvestrini |

| 19 de dezembro de 2020 | São Paulo        | 2-0    | Santos | Morumbi, São Paulo                    |
| 16:00                  | Jaque 18', 43' · | Súmula |        | Árbitro: SP Matheus Delgado Candançan |

|                                                             |       | Penalidades                                                                  |  |
| Giovana Larissa Jaque Dani Silva Glaucia Giovaninha Kamilla | 4 – 5 | Amanda Gutierres Cristiane Day Silva Tayla Larissa Nath Rodrigues Fe Palermo |  |

## Premiação
| Campeão do Copa Paulista de Futebol Feminino de 2021 |
| ---------------------------------------------------- |
| Santos Campeão (1° título)                           |